# AS Roma 1979/1980
Sezon 1979/1980 klubu AS Roma.

## Sezon
Sezon 1979/1980 był pierwszym dla nowego prezydenta Dino Violi, który zatrudnił Nilsa Liedholma na stanowisku pierwszego trenera. Pierwszym sukcesem za kolejnej kadencji w Romie tego trenera było zdobycie Pucharu Włoch - Roma wygrała po serii rzutów karnych z Torino Calcio, a mecz ten był popisem w bramce Franco Tancrediego, który wywalczył sobie miejsce w pierwszej jedenastce. W lidze Roma zajęła 7. pozycję, głównie na skutek afery korupcyjnej z udziałem S.S. Lazio i AC Milan.

## Rozgrywki
- Serie A: 7. miejsce
- Puchar Włoch: zwycięstwo

## Skład i ustawienie zespołu
| W SEZONIE 1979/1980    |         |                |       |      |
| Imię i nazwisko        | Kraj    | Data urodzenia | Mecze | Gole |
| Trener                 |         |                |       |      |
| Nils Liedholm          | Szwecja | 08.10.1922     |       |      |
| Bramkarze              |         |                |       |      |
| Paolo Conti            | Włochy  | 01.04.1950     | 12    | 0    |
| Franco Tancredi        | Włochy  | 10.01.1955     | 18    | 0    |
| Obrońcy                |         |                |       |      |
| Mauro Amenta           | Włochy  | 23.11.1953     | 13    | 1    |
| Dario Bonetti          | Włochy  | 05.08.1961     | 8     | 0    |
| Franco Peccenini       | Włochy  | 16.08.1953     | 15    | 0    |
| Francesco Rocca        | Włochy  | 02.08.1954     | 20    | 0    |
| Sergio Santarini       | Włochy  | 10.09.1947     | 24    | 1    |
| Luciano Spinosi        | Włochy  | 09.05.1950     | 9     | 0    |
| Maurizio Turone        | Włochy  | 27.10.1948     | 26    | 1    |
| Pomocnicy              |         |                |       |      |
| Carlo Ancelotti        | Włochy  | 10.06.1959     | 27    | 3    |
| Romeo Benetti          | Włochy  | 20.10.1945     | 25    | 1    |
| Bruno Conti            | Włochy  | 23.03.1955     | 28    | 3    |
| Michele De Nadai       | Włochy  | 08.09.1954     | 26    | 1    |
| Agostino Di Bartolomei | Włochy  | 08.04.1955     | 23    | 5    |
| Paolo Giovannelli      | Włochy  | 01.10.1960     | 16    | 1    |
| Domenico Maggiora      | Włochy  | 14.01.1955     | 19    | 0    |
| Roberto Scarnecchia    | Włochy  | 20.06.1958     | 8     | 1    |
| Napastnicy             |         |                |       |      |
| Roberto Pruzzo         | Włochy  | 01.04.1955     | 28    | 12   |
| Guido Ugolotti         | Włochy  | ?              | 10    | 1    |